# Fundación Europea de Educación Ambiental
La Fundación Europea de Educación Ambiental es una organización privada no gubernamental.
En 1982 creó un logotipo y una bandera, la bandera azul de Europa, para premiar a las playas y puertos deportivos de mayor calidad ambiental. 
Desde año 2001, la Fundación se convierte en internacional tras la entrada en la misma de Sudáfrica. 
En 2022, la FEE está formada por más de 100 organizaciones no gubernamentales de 74 países de los 5 continentes y desarrolla 5 Programas internacionales: Blue Flag, Eco-schools, Young Reporters for Environment, Green Key y Learning About Forest.